# José Ángel Arcega Aperte
José Ángel Arcega Aperte, deportivamente conocido como "Pepe" (Zaragoza, España, 31 de mayo de 1964) es un exjugador de baloncesto español que estuvo en activo entre los años 1982 y 2001. 
Ocupaba la posición de base y fue internacional con la Selección de baloncesto de España en 64 ocasione
Es considerado uno de los jugadores históricos de la liga ACB tras conseguir superar durante su carrera las marcas de 12.000 minutos jugados y 750 recuperaciones en dicha competición.
Es hermano de los también jugadores de baloncesto Fernando y Joaquín Arcega Aperte y tío de JJ Arcega-Whiteside, jugador de fútbol americano. Una vez retirado de la práctica activa del baloncesto, se dedicó a potenciar el baloncesto de élite en Aragón, llegando a ocupar el cargo de director deportivo del Basket Zaragoza 2002 en la temporada 2002-03.

## Trayectoria profesional
- C.B. Zaragoza Skol (1982-1983)
- CAI Zaragoza (1983-1996)
- Taugrés Vitoria (1996-1997)
- Cáceres C.B. (1997-2001)

## Palmarés

### Clubes
- Copa del Rey (1984,   1990)

### Selección nacional
- 1987 Medalla de Bronce en la Universiada de Zagreb con la selección de España Promesas.